# یلدا رینود
یلدا رینود (انگلیسی: Yelda Reynaud؛ زادهٔ ۱۷ ژانویهٔ ۱۹۷۲) بازیگر، و بازیگر سینما اهل اتریش و ترکیه است.
از فیلم‌ها یا برنامه‌های تلویزیونی که وی در آن نقش داشته‌است می‌توان به لبه بهشت، داستانهای استانبول اشاره کرد.